# حصن آسكران
حصن آسكران هو حصن يقع في بلدة آسكران تم بنائها من قبل باناه علي خان حاكم خانية قراباغ في عام 1751.